# Fernando Poe sr.
Fernando Poe, geb. als Allan Fernando Pou (San Carlos, 27 november 1916 - Manilla, 23 oktober 1951) was een Filipijns filmacteur.

## Biografie
Fernando Poe werd geboren in Binalatongan, het tegenwoordige San Carlos in de Filipijns provincie Pangasinan. Zijn vader was toneelschrijver Lorenzo Pou, een immigrant uit Spanje en Marta Reyes afkomstig uit Pangasinan. Poe studeerde in de Filipijnse hoofdstad Manilla en behaalde in 1935 een bachelor-diploma scheikunde aan de University of the Philippines. In 1942 studeerde hij af als dokter aan het Philippine Dental College.
Vanaf 1936 acteerde hij gebruik makend van de artiestennaam Fernando Poe in ongeveer 40 films. Zo speelde hij de hoofdrol in Punit na Bandila uit 1939. In 1949 gingen de meeste films van Poe sr. verloren bij een brand in zijn huis en een in die van het pand van Allied Artists Production. 
Poe overleed in 1951 op 34-jarige leeftijd aan de gevolgen van hondsdolheid in een kliniek in Manilla. Hij was getrouwd met de Iers-Amerikaanse Bessie Kelly en kreeg met haar zes kinderen. Zijn oudste zoon Ronald Allan werd, gebruik makend van de naam Fernando Poe jr., een van de meest bekende acteurs van de Filipijnen en verloor in 2004 de omstreden presidentiële verkiezingen van zittend president Gloria Macapagal-Arroyo. Een andere zoon Andy Poe werd ook acteur.